# Omolon
Omolon — кам'яно-залізний метеорит, падіння якого відбулося у 1981 році неподалік селища Омолон, Магаданська область, Росія. Був знайдений оленярем Іваном Тинав'ї.

## Історія
16 травня 1981 року, о 5:10 за місцевим часом, метеорологічна станція надіслала доповідь про помічену в небі яскраву вогняну кулю. У 1983 році Оленяр Тинав'ї віднайшов метеорит, падіння якого він спостерігав. Маса цього метеорита становила близько 250 кг. Метеорит мав тріщини, в місцях яких легко можна було відламувати шматки. Один з таких уламків у 1989 році потрапив до Далекосхідної комісії по дослідженню метеоритів, де його ідентифікували як представника рідкісного метеоритного класу — паласитів.
У 1990 році була організована експедиція до місця падіння — під керівництвом співробітника Музею геології Далекосхідного відділення АН СРСР Ю. Колясникова. Ось що написав Колясников про знахідку:

| «Обстеження виявило, що саме падіння було на диво вдалим. Якби метеорит врізався в болото, або упав в тайгу, знайти його там було б майже неможливо. Вдалим для „приземлення“ було лише півгектара м'якого вододілу, оточеного з двох боків руїнами з великими брилами (тут метеорит розбився б) або схилами, де він увійшов би в ґрунт і протягом одного-двох років був би засипаний». Оригінальний текст (рос.) «Обследование показало, что само падение было удивительно удачным. Если бы метеорит врезался в болото или упал в тайгу, найти его там было бы почти невозможно. Удобным для „посадки“ были лишь полгектара мягкого водораздела, окруженного с двух сторон крупноглыбовыми развалинами (здесь бы метеорит разбился) или склонами, где он ушел бы в грунт и в течение года-двух был бы засыпан». |
Як виявилося, Omolon мав форму чотиригранної піраміди, під час падіння він летів вістрям вперед, по похилій траєкторії, що дозволило дещо знизити швидкість та пом'якшити падіння. При зіткненні з поверхнею вістря відламалось, а сам метеорит приземлився на нижню грань.

## Зразки
Основна маса: Північно-східний комплексний науково-дослідний інститут далекосхідного відділення Російської академії наук, вул. Портова 16, Магадан 685000, Росія.